# Kenyel Brown
Kenyel William Brown (River Rouge, Míchigan; 3 de julio de 1979 - Detroit, Míchigan; 28 de febrero de 2020) fue un criminal estadounidense y principal sospechoso de una serie de asesinatos que ocurrieron en tres ciudades del condado de Wayne (Michigan) entre el 7 de diciembre de 2019 y el 22 de febrero de 2020. El 23 de febrero se descubrió su paradero, pero durante su intento de arresto, Brown se disparó en la cabeza. Sobrevivió a sus heridas y fue trasladado a un hospital, donde falleció cuatro días después por complicaciones, sin recuperar el conocimiento. 
Aunque nunca fue acusado de asesinato como resultado de su muerte, los medios de comunicación acuñaron el apodo de The Metro Detroit Serial Killer para Brown, ya que la mayoría de los asesinatos tuvieron lugar en el área metropolitana de Detroit. Los asesinatos causaron revuelo tanto en la ciudad como en todo el estado después de que se descubrió que Brown, un peligroso reincidente, fue reclutado por las fuerzas del orden y trabajó como informante de la policía.

## Biografía
Kenyel William Brown nació en julio de 1979 en una familia numerosa con varios hermanos y hermanas. Pasó su infancia y juventud en la ciudad de River Rouge, donde asistió a la escuela secundaria local. En sus años escolares, Brown, que era físicamente capaz y atlético, se convirtió en un exitoso jugador de baloncesto. En su adolescencia desarrolló una adicción a las drogas, lo que provocó un cambio drástico en su personalidad. Entre 1997 y 2019, Brown fue arrestado y encarcelado varias veces.

## Carrera criminal
En agosto de 1997, Kenyel Brown fue arrestado acusado de atacar a una persona con un arma. Fue declarado culpable y condenado a un año de prisión, que cumplió en la prisión del condado de Wayne. Fue puesto en libertad en 1998, pero volvió a ser detenido unos meses después, en marzo de 1998, por posesión ilegal de armas y resistirse a ser arrestado. Se declaró culpable, fue condenado condicionalmente a 4 años de prisión, pero en octubre de 1999 fue arrestado una vez más por posesión ilegal de una pistola TASER e intento de venderla. Luego de este arresto, comenzó a cooperar con los investigadores en un acuerdo de culpabilidad, accediendo a declararse culpable a cambio de testificar contra otros reclusos, para que los cargos en su contra fueran retirados y pudiera ser puesto en libertad. En septiembre de 2000, Brown volvió a ser arrestado por posesión e intento de venta de drogas; fue liberado una vez más después de que proporcionó información sobre los delitos cometidos en el condado. 
En febrero de 2001, Brown se convirtió en la causa de un accidente durante el cual una persona murió y otra resultó gravemente herida. Trató de huir de la escena del crimen, pero fue detenido poco después y acusado de asesinato en segundo grado, resistirse al arresto, infligir intencionalmente lesiones moderadas que resultaron en la muerte, conducir sin licencia y posesión ilegal de armas. Declarado culpable y recibió 10 años de prisión, pero fue puesto en libertad condicional en 2010.
En junio de 2014, Brown fue arrestado en Detroit por posesión ilegal de armas. Durante su detención, se llamó a sí mismo en nombre de su hermano fallecido y afirmó que padecía un trastorno mental. En marzo de 2015, Brown fue reclutado por agentes de la Oficina de Alcohol, Tabaco, Armas de Fuego y Explosivos, trabajando como informante durante cinco años consecutivos. Con base en las disposiciones de la Ley Penal de Carrera Armada, fue condenado a cadena perpetua, pero en junio de 2015, la Corte Suprema reconoció que algunas de las disposiciones de la ley eran inconstitucionales, por lo que Brown se declaró culpable y recibió 21 años de prisión, con un período de prueba de dos años. 
En febrero de 2017, después de cumplir 14 meses en prisión, fue liberado, pero en mayo de ese año fue arrestado nuevamente por violación de la libertad condicional, regresando a prisión. Sin embargo, gracias a la intervención de la agencia federal, fue puesto en libertad en julio. Durante los años siguientes, Brown violó repetidamente las condiciones de la libertad condicional, pero cada vez evitó la responsabilidad penal debido a su posición como informante del FBI. En julio de 2018, fue arrestado por conducir ebrio en Lincoln Park, dando positivo en una prueba de drogas. En enero de 2019, fue nuevamente arrestado por intoxicación por drogas, luego de lo cual el tribunal le ordenó que asistiera regularmente a un narcólogo. Se perdió cuatro sesiones programadas, después de las cuales se emitió una orden de arresto el 22 de febrero de 2019. 
Brown fue arrestado un mes después y acusado de violar su libertad condicional. En mayo, se le recetó un tratamiento obligatorio por adicción a las drogas, luego de lo cual fue trasladado a una clínica de tratamiento de drogas en Madison Heights, donde pasó 21 días y fue liberado el 12 de junio. Dos semanas después, fue arrestado en Hazel Park, nuevamente por conducción ebria. Los agentes federales volvieron a intervenir en la acción, siendo liberado rápidamente el 29 de octubre.

## Asesinatos en serie
Los asesinatos comenzaron el 7 de diciembre de 2019, cuando Brown mató a tiros a Lauren Hattington, de 31 años de edad, en River Rouge. El 30 de enero de 2020, Brown visitó a unos amigos de su juventud, Dorian Patterson, de 48 años, y su hermano Gerald, con quienes bebía alcohol. Después de que Gerald salió de la casa y se fuera a trabajar, Kimberly Green, de 52 años, y Clifton Smith, de 44, pasaron por la casa. A última hora de la noche, se produjo una pelea entre la pareja y Brown, quien procedió a disparar y matar a Green y Patterson, además de herir de forma no letal a Smith, quien logró salir de la escena del crimen e informar el incidente a la policía. Según su testimonio y el de Gerald Patterson, Kenyel Brown fue incluido en la lista de buscados.
El 18 de febrero, Brown disparó y mató a Garcius Woodyard, de 49 años, en Highland Park mientras intentaba robarle. Dos días después, Amir Thaxton, de 41 años, fue asesinado a tiros dentro de su tienda de ropa en Detroit, le robaron su dinero, varios objetos de valor y una caravana. Thaxton estaba familiarizado con Brown. 
El día del asesinato, fue grabado visitándolo en videovigilancia, así como su automóvil, y sobre esta base, se convirtió en sospechoso de su asesinato. Dos días después, Brown mató a tiros a Eugene Jennings, de 36 años, mientras intentaba robar un automóvil.

## Muerte
El 24 de febrero de 2020, se vio a Brown visitando una librería para adultos en Oak Park. Fue identificado por dos empleados que llamaron a la policía. Brown no pudo escapar a tiempo, ya que la policía pronto acordonó varias cuadras y comenzó un operativo de búsqueda para detenerlo. Brown intentó escabullirse moviéndose a través de las casas, pero fue visto por los inquilinos, después de lo cual fue rodeado por agentes de la ley en un patio trasero. 
Mientras intentaban detenerlo, Brown intentó suicidarse pegándose un tiro en la cabeza. Permaneció con vida, pero debido a complicaciones, murió cuatro días después, el 28 de febrero.